# Виктор (Колорадо)
Виктор (енгл. Victor) град је у америчкој савезној држави Колорадо.

## Демографија
По попису из 2010. године број становника је 397, што је 48 (-10,8%) становника мање него 2000. године.
| Група             | 2000.       | 2010.       |
| Белци             | 398 (89,4%) | 346 (87,2%) |
| Афроамериканци    | 1 (0,2%)    | 2 (0,5%)    |
| Азијати           | 1 (0,2%)    | 2 (0,5%)    |
| Хиспаноамериканци | 29 (6,5%)   | 31 (7,8%)   |
| Укупно            | 445         | 397         |